# Iannis Xenakis
Iannis Xenakis (też Yannis, Ioannis) (gr. Γιάννης Ξενάκης, ur. 29 maja 1922 w Braile w Rumunii, zm. 4 lutego 2001 w Paryżu) – francuski kompozytor, teoretyk muzyki i architekt greckiego pochodzenia. Wynalazca i pionier muzyki stochastycznej. W swojej twórczości stosował modelowanie matematyczne, dążył do formalizacji muzyki.

## Życiorys
W wieku 10 lat rozpoczął naukę w brytyjskiej szkole z internatem na greckiej wyspie Spetses, gdzie m.in. poznawał muzykę klasyczną, bizantyjską muzykę liturgiczną oraz grecką muzykę ludową. W 1938 zamieszkał w Atenach, gdzie uczył się prywatnie analizy muzycznej, harmonii i kontrapunktu u Aristotle Koundourova. W 1940 rozpoczął studia na Politechnice Ateńskiej, wielokrotnie przerywane z powodu działań wojennych; ostatecznie w 1946 otrzymał dyplom inżyniera budownictwa lądowego.

### Ruch oporu
Od 1941 Xenakis był aktywnym członkiem greckiego ruchu oporu (ELAS) walczącego z hitlerowskim okupantem. Następnie, w czasie greckiej wojny domowej, brał m.in. udział w walkach przeciwko brytyjskim czołgom, podczas których został poważnie ranny w twarz i stracił wzrok w lewym oku. W 1946 został wcielony do narodowych sił zbrojnych, ale zdezerterował dowiedziawszy się o obozach koncentracyjnych, do których wysyłano byłych bojowników ELAS. Uciekł z kraju i w listopadzie 1947 dotarł do Francji, zamierzając emigrować do USA. Jednak wobec braku dokumentów i pieniędzy został zmuszony do pozostania w Paryżu. W tym czasie, w procesie politycznym w Grecji, został oskarżony o terroryzm i zaocznie skazany na śmierć i pozbawiony greckiego obywatelstwa. 

### Architektura
W latach 1947–1959 współpracował ze słynnym architektem Le Corbusierem, biorąc udział w realizacji wielu projektów, m.in. przedszkola na dachu budynku mieszkalnego w Nantes-Rezé (Unité d’Habitation of Nantes-Rezé) oraz budynków komunalnych w Czandigarh w Indiach. Zaprojektował też szklaną fasadę monastyru Sainte Marie de La Tourette nieopodal Lyonu. Ostatnim i największym projektem architektonicznym, przy którym współpracował z Le Corbusier był pawilon Philipsa zamówiony na Światową Wystawę w Brukseli w 1958. Unikatowa fasada tego pawilonu zaprojektowana przez Xenakisa w oparciu o szkic Le Corbusiera, stała się przyczyną konfliktu dotyczącego autorstwa projektu i w konsekwencji powodem odejścia Xenakisa.
Większość jego późniejszych projektów dotyczyła obiektów o przeznaczeniu muzycznym, np. sala koncertowa i studio dla szwajcarskiego centrum muzycznego Scherchena w Gravesano (1961) oraz dla Cité de la Musique w Paryżu (1984). Był także twórcą oryginalnej formy politopu, będącej namiotową konstrukcją tworzącą wyjątkową przestrzeń multimedialną dla spektaklów dźwięku i światła. Politopy były siedmiokrotnie realizowane w latach 1967–1987, m.in. w Grecji, Kanadzie, Iranie, w Niemczech, a diatop przed Centrum Pompidou w Paryżu z okazji jego otwarcia w 1977.

### Muzyka
W Paryżu od 1949 Xenakis uzupełniał swoją edukację muzyczną, początkowo u Arthura Honeggera i Dariusa Milhauda, jednak zrezygnował ponieważ żaden z nich nie odpowiadał jego osobowości twórczej. W latach 1951–1953 uczęszczał na zajęcia z analizy muzycznej u Oliviera Messiaena w Paryskim Konserwatorium. Poznał tam awangardowych kompozytorów młodej generacji, m.in. Jeana Barraquégo, Karlheinza Stockhausena, Pierre’a Bouleza i Karela Goeyvaertsa. W latach 1955–1966 był wielokrotnie zapraszany przez Hermanna Scherchena do jego studia w Gravesano, gdzie spotkał muzyków i ekspertów elektroakustyki, w tym Maxa Mathewsa, pioniera elektronicznej muzyki komputerowej.
W latach 1957–1962 pracował w kierowanej przez Pierre’a Schaeffera GRM (Groupe de Recherches Musicales), gdzie zrealizował swoje wczesne prace elektroakustyczne. Od 1962 komputer stał się jego nieodłącznym narzędziem w procesie tworzenia muzyki. Aby rozszerzyć wspomagane komputerowo badania nad naturą dźwięku utworzył w 1966 EMAMu (Equipe de Mathématique et Automatique Musicales), przekształconą w 1972 w CEMAMu (Centre d’Etudes de Mathématique et Automatique Musicales), od 2000 CCMIX (Center for the Composition of Music Iannis Xenakis).
Xenakis jeździł po całym świecie prezentując swoje utwory na koncertach i festiwalach; wygłaszał wykłady i prelekcje na sympozjach, pisał artykuły, w których wyjaśniał zasady rządzące jego kolejnymi kompozycjami. Często gościł w Polsce – prowadził kursy dla młodych kompozytorów w Kazimierzu Dolnym, współpracował z polskimi orkiestrami, dyrygentami i artystami (m.in. z Elżbietą Chojnacką, która była prawykonawcą wszystkich pięciu jego utworów na klawesyn), wielokrotnie uczestniczył w koncertach festiwalu Warszawska Jesień, na którym m.in. dwa z jego dzieł miały swoje prawykonania: Oophaa (17 września 1989) oraz Mnamas Xapin Witoldowi Lutoslavskiemu (21 września 1994). W latach 1967–1972 Xenakis wykładał na Uniwersytecie Indiany w Bloomington, gdzie prowadził także Center for Mathematical and Automated Music (CMAM). W latach 1972–1989 był profesorem wizytującym na Sorbonie w zakresie sztuk wizualnych i nauk o sztuce. W 1976 obronił tam pracę doktorską.

### Życie prywatne
Xenakis urodził się w Rumunii, w zamożnej rodzinie należącej do greckiej diaspory. Jego ojciec, Clearchos Xenakis, był dyrektorem brytyjskiej firmy handlowej. Matka, Photini Pavlou, zdolną pianistką (zm. 1927). Miał dwóch młodszych braci: Jasona – profesora filozofii mieszkającego w USA i Cosmasa (1925–1984) – malarza mieszkającego w Grecji.
Jego żoną była Françoise Xenakis (1930–2018), francuska pisarka i publicystka. Para miała córkę Mâhki – rzeźbiarkę i malarkę (ur. 1956).
W 1965 Xenakis otrzymał francuskie obywatelstwo.
Zmarł w swoim paryskim domu, w wieku 78 lat.

## Nagrody, odznaczenia i wyróżnienia
(na podstawie materiałów źródłowych

### Nagrody
- 1976 – Grand Prix National de la Musique
- 1977 – Nagroda im. Beethovena Miasta Bonn
- 1977 – Nagroda im. Edisona
- 1997 – Nagroda Kioto w dziedzinie sztuki i filozofii[13]
- 1998 – Nagroda Międzynarodowej Rady Muzycznej
- 1999 – Polar Music Prize

### Odznaczenia
- 1982 – Kawaler Legii Honorowej
- 1985 – Oficer Orderu Narodowego Zasługi
- 1991 – Oficer Legii Honorowej
- 1995 – Komandor Orderu Narodowego Zasługi

Honorowy członek Amerykańskiej Akademii Sztuki i Literatury (1975) i Instytutu Francuskiego (1983) oraz znacznej liczby innych akademii i uniwersytetów. Doktor honoris causa Uniwersytetu Edynburskiego (1989), Uniwersytetu w Glasgow (1990), Politechniki w Atenach (1992), Akademii Muzycznej w Klużu-Napoce (1993), Uniwersytetu w Bath (1997) i Uniwersytetu w Salonikach (2000). Otrzymał honorowe obywatelstwa i medale miast francuskich, rumuńskich i greckich.

## Twórczość
Początkowo zainspirowany Messianem i Varèsem poszukiwał formuły łączącej strukturę i ekspresję greckiej muzyki ludowej z awangardowymi osiągnięciami muzyki europejskiej. Przełomem była kompozycja Metastaseis – udany eksperyment z muzyką stochastyczną (z wykorzystaniem ciągu Fibonacciego) oraz opublikowany krótko potem artykuł o kryzysie serializmu (La Crise de la musique sérielle). Podważenie zasad muzyki serialnej doprowadziło go do odrzucenia melodyki interwałowej na rzecz glissand, dających nowe płaszczyzny i ugrupowania dźwiękowe. Owa technika glissand, tworzących olbrzymie pola klastrowe, oparta została na teorii prawdopodobieństwa, która z kolei stała się dla Xenakisa podstawą nowego uporządkowania muzyki. W Pithoprakta zagęścił jeszcze bardziej złożoność faktur i zachodzących między nimi transformacji, określając je mianem „chmur” dźwięków, a zabiegi stochastyczne odnosił do naśladowania przypadkowych zmian w naturze (szum lasu, głosy cykad) i ludzkim społeczeństwie.
Pod koniec lat 50. zainteresował się teorią gier wykorzystując ją w kompozycjach, w których ostateczny kształt utworu zależy od interakcji: przypadek – decyzja, czyli od wyboru rywalizujących dwóch dyrygentów (Duel, Stratégie) lub instrumentów (Linaïa-Agon). W tym czasie powstały również kompozycje elektroakustyczne osadzone w muzyce konkretnej (Diamorphoses), w której naturalne glissando silnika samolotowego zbiega się z glissandami wyprodukowanymi w studiu GRM w wyniku manipulacji taśmą, co prowadzi do zatarcia oryginalnego źródła dźwięku.
W latach 60. Xenakis zaczął używać komputera i napisanego przez siebie algorytmu, który nazwał ST (Free Stochastic Music). Uznał ten algorytm za system kompozytorski, rodzaj formy muzycznej podobnej do fugi, wystarczający do stworzenia dużej liczby kompozycji przeznaczonych na różne zespoły instrumentalne i adoptowalny do osobowości różnych kompozytorów. W 1962 powstał cykl 6 utworów ST, z których każdy miał zakodowany tytuł, np. ST/10–1, 080262 czyli utwór stochastyczny na 10 instrumentów, pierwsza jego wersja, skomponowana 8 lutego 1962. Pod koniec lat 80. stworzył algorytm GENDYN (Dynamic Stochastic Synthesis), który poza stochastycznym syntezowaniem dźwięków zawierał też elementy sterujące kształtem i zależnością oscylujących fal, liczbą ścieżek, zagęszczeniem fakturalnym w określonym odcinku czasowym, zróżnicowaniem rejestrów, barwy dźwięku, itd. Za jego pomocą skomponował Gendy3 oraz S. 709.
Xenakis kierował także rozwojem UPIC, muzycznego systemu komputerowego z potężnym graficznym interfejsem do konwersji obrazów graficznych na sygnały akustyczne. Jego pierwszym utworem napisanym przy pomocy UPIC była Mycènae alpha wykorzystana w 1978, podczas Polytope de Mycènes – koncertu multimedialnego w Mykenach, celebrującego powrót Xenakisa do Grecji po 30 latach. Inne utwory wygenerowane przez UPIC to: Pour la Paix, Taurhiphanie i Voyage absolu des Unari vers Andromède.
Mniej więcej od połowy lat 60. poświęcił się poszukiwaniu uniwersalnej i aksjomatycznej teorii, umożliwiającej formalizację całej muzyki: dawnej, współczesnej i przyszłej. Wykorzystywał teorię grup z koncepcją ponadczasowości, czyli możliwością użycia dowolnych elementów utworu w dowolnym momencie (Nomos alpha i Nomos gamma); aksjomatykę skal muzycznych – „teoria sit” i liczby zespolone (Alax, Waarg); teorię zbiorów – opartą na niej muzykę nazwał symboliczną, bo operującą na symbolach (Akrata, Herma); arborescencje, czyli graficzne rozgałęzione struktury reprezentujące notację muzyczną (Evryali); błądzenie losowe i ruchy Browna w teorii mikrostruktury dźwięku (N’Shima, Mikka).
W późnym okresie swojej twórczości Xenakis zwrócił się ku tendencjom postmodernistycznym, odkrywając na nowo tzw. muzyczną muzykę. Jego kompozycje stały się mniej skomplikowane koncepcyjnie i łatwiejsze w odbiorze, a pod względem fakturalnym miały bardziej linearny i przejrzysty charakter. Glissanda nie służyły już zacieraniu konturów melodycznych, lecz stały się czynnikiem generującym linie melodyczne (Shaar, Dox-Orkh).
Specyficznym nurtem jego twórczości jest muzyka związana z tradycją grecką – utwory wokalne i sceniczne do tekstów Sofoklesa, Ajschylosa, Homera, Seneki czy Eurypidesa. Ich styl jest bardziej tradycyjny, modalny, okraszony folklorem (Hiketides, Oresteïa, Medea, Bakxai Evrvpidov).
Twórczość Xenaksisa zwykło się łączyć z grupą tzw. kompozytorów fakturalnych, jak np. György Ligeti, Karlheinz Stockhausen, Henryk Górecki, Krzysztof Penderecki czy Zbigniew Karkowski. Ci ostatni potwierdzali związki swojego stylu z kompozytorskim idiomem Xenakisa, podobnie jak Elliot Goldenthal i Tōru Takemitsu.
Jego prace teoretyczne, zwłaszcza artykuły zebrane w Formalized Music, były kamieniem węgielnym dla kolejnych pokoleń badaczy muzyki komputerowej, kompozytorów i instrumentalistów.

## Wybrane kompozycje
(na podstawie materiałów źródłowych
|  | - Metastaseis na orkiestrę (1954) - Pithoprakta na orkiestrę smyczkową, 2 puzony i perkusję (1956) - Diamorphoses na taśmę (GRM) (1957) - Herma na fortepian (1961) - Stratégie na 2 małe orkiestry i 2 dyrygentów (1962) - ST/48-1, 240162 na orkiestrę (1962) - Hiketides na 50 głosów żeńskich i 10 instrumentów, do tekstu Ajschylosa (1964) - Akrata na 16 instrumentów dętych (1965) - Nomos alpha na wiolonczelę (1966) - Medea na głosy męskie i orkiestrę, do tekstu Seneki (1967) - Nomos gamma na orkiestrę (1968) - Kraanerg balet na orkiestrę i taśmę (1968) - Persépolis na taśmę (1971) - Mikka na skrzypce (1971) - Linaïa-Agon na róg, puzon i tubę (1972) - Polytope de Cluny na taśmę (1972) | - Evryali na fortepian (1973) - Khoaï na klawesyn (1976) - Mycènae alpha elektr. (UPIC) (1978) - Dikhthas na skrzypce i fortepian (1979) - Embellie na altówkę (1981) - Pour la Paix na chór mieszany, słowa Françoise Xenakis (1981) - Shaar na orkiestrę smyczkową (1983) - Alax na 3 zespoły po 10 instrumentów (1985) - Taurhiphanie elektr. (UPIC) (1987) - Waarg na 8 instrumentów dętych i kwintet smyczkowy (1988) - Oophaa na klawesyn i perkusję (1989) - Gendy3 elektr. (GENDYN) (1991) - Dox-Orkh na skrzypce i orkiestrę (1991) - Mnamas Xapin Witoldowi Lutoslavskiemu na 2 rogi i 2 trąbki (1994) - Ittidra na sekstet smyczkowy (1996) - O-Mega na perkusję i 13 instrumentów (1997) |

## Wybrane publikacje
(na podstawie materiałów źródłowych
- Musiques formelles: nouveaux principes formels de composition musicale (Paryż, 1963); wydanie rozszerzone po angielsku: Formalized Music: Thought and Mathematics in Composition (Indiana University Press, Bloomington, 1971)
- Musique. Architecture (Tournai, 1971)
- Arts/Sciences. Alliages (Tournai, 1979) – praca doktorska
- Kéleütha: Écrits (Paryż, 1994) – zbiór 15 artykułów napisanych w latach 1955–1988
- Musique et originalité (Paryż, 1996) – zbiór 4 artykułów

## Wybrane wystawy
- 2013 Soundings: A Contemporary Score, MoMA, Nowy Jork
- 2011 Iannis Xenakis: Composer, Architect, Visionary, MoCA, Los Angeles
- 2010 Iannis Xenakis: Composer, Architect, Visionary, Drawing Center, Nowy Jork